# Say It Again (canção de Precious)
"Say It Again" ("Diz isso novamente") foi a canção que representou o Reino Unido no Festival Eurovisão da Canção 1999 que se desenrolou em Jerusalém.
A referida canção foi interpretada em inglês pela banda Precious. Foi a quinta canção a ser interpretada na noite do festival, a seguir à canção da Croácia "Marija Magdalena", cantada por Doris Dragović e antes da canção da Eslovénia  "For a Thousand Years", interrpetada por Darja Švajger. Terminou a competição em 12.º lugar (empatada com a canção da Bélgica "Like the wind", cantada por Vanessa Chinitor), tendo recebido um total de 38 pontos. No ano seguinte, em 2000, o Reino Unido foi representado com a canção "Don't Play That Song Again", interpretada por Nicki French.

## Autores
- Letrista: Paul Varney
- Compositor: Paul Varney

## Letra
Na canção é feito um pedido ao amante para que ele repita novamente os seus sentimentos em relação a ela, ela não pode esperar eternamente pelos seus desejos.

## Outras versões
- James Lavonz full vocal mix (inglês) [4:35]
- Erick Morillo remix (inglês) [6:41]
- More Choo dub mix

## Tops
| Top (1999)                       | Maior Posição |
| -------------------------------- | ------------- |
| Belgian (Flanders) Singles Chart | 36            |
| Swedish Singles Chart            | 34            |
| UK Singles Chart                 | 6             |